# Campeonato Mundial de Balonmano Masculino
El Campeonato Mundial de Balonmano es la máxima competición internacional de balonmano entre selecciones nacionales, y es organizado por la Federación Internacional de Balonmano (IHF). El primer campeonato se realizó en 1938, y a partir de 1993 se disputa en los años impares, generalmente en enero. Desde la edición de 2021 participan 32 países, que se clasifican a través de los respectivos campeonatos continentales.
Además, el Mundial previo a los Juegos Olímpicos de Verano sirve como evento de clasificación para el respectivo torneo olímpico. El campeón mundial clasifica directamente, y los seis equipos siguientes avanzan a los torneos preolímpicos.
Este torneo ha sido dominado prácticamente por equipos europeos: actualmente por las selecciones de Francia, Dinamarca, España, Noruega y Croacia, y anteriormente por Suecia, Rumanía, Checoslovaquia, Yugoslavia y la Unión Soviética.

## Ediciones
| Núm.   | Año  | Sede                        | Oro            | Plata          | Bronce         |
| ------ | ---- | --------------------------- | -------------- | -------------- | -------------- |
| I      | 1938 | Alemania                    | Alemania       | Austria        | Suecia         |
| II     | 1954 | Suecia                      | Suecia         | Alemania       | Checoslovaquia |
| III    | 1958 | RDA                         | Suecia         | Checoslovaquia | Alemania       |
| IV     | 1961 | RFA                         | Rumania        | Checoslovaquia | Suecia         |
| V      | 1964 | Checoslovaquia              | Rumania        | Suecia         | Checoslovaquia |
| VI     | 1967 | Suecia                      | Checoslovaquia | Dinamarca      | Rumania        |
| VII    | 1970 | Francia                     | Rumania        | RDA            | Yugoslavia     |
| VIII   | 1974 | RDA                         | Rumania        | RDA            | Yugoslavia     |
| IX     | 1978 | Dinamarca                   | RFA            | URSS           | RDA            |
| X      | 1982 | RFA                         | URSS           | Yugoslavia     | Polonia        |
| XI     | 1986 | Suiza                       | Yugoslavia     | Hungría        | RDA            |
| XII    | 1990 | Checoslovaquia              | Suecia         | URSS           | Rumania        |
| XIII   | 1993 | Suecia                      | Rusia          | Francia        | Suecia         |
| XIV    | 1995 | Islandia                    | Francia        | Croacia        | Suecia         |
| XV     | 1997 | Japón                       | Rusia          | Suecia         | Francia        |
| XVI    | 1999 | Egipto                      | Suecia         | Rusia          | Yugoslavia     |
| XVII   | 2001 | Francia                     | Francia        | Suecia         | Yugoslavia     |
| XVIII  | 2003 | Portugal                    | Croacia        | Alemania       | Francia        |
| XIX    | 2005 | Túnez                       | España         | Croacia        | Francia        |
| XX     | 2007 | Alemania                    | Alemania       | Polonia        | Dinamarca      |
| XXI    | 2009 | Croacia                     | Francia        | Croacia        | Polonia        |
| XXII   | 2011 | Suecia                      | Francia        | Dinamarca      | España         |
| XXIII  | 2013 | España                      | España         | Dinamarca      | Croacia        |
| XXIV   | 2015 | Catar                       | Francia        | Catar          | Polonia        |
| XXV    | 2017 | Francia                     | Francia        | Noruega        | Eslovenia      |
| XXVI   | 2019 | Alemania/Dinamarca          | Dinamarca      | Noruega        | Francia        |
| XXVII  | 2021 | Egipto                      | Dinamarca      | Suecia         | España         |
| XXVIII | 2023 | Polonia/Suecia              | Dinamarca      | Francia        | España         |
| XXIX   | 2025 | Croacia/Dinamarca/ Noruega  | Dinamarca      | Croacia        | Francia        |
| XXX    | 2027 | Alemania                    |                |                |                |
| XXXI   | 2029 | Francia/Alemania            |                |                |                |
| XXXII  | 2031 | Dinamarca/Islandia/ Noruega |                |                |                |

1. 1 2  Las selecciones de la RFA y la RDA participaron conjuntamente en esta edición con un equipo único.

## Medallero histórico
- Actualizado a Croacia/Dinamarca/Noruega 2025.

| Núm. | País           | Oro | Plata | Bronce | Total |
| ---- | -------------- | --- | ----- | ------ | ----- |
| 1    | Francia        | 6   | 2     | 5      | 13    |
| 2    | Suecia         | 4   | 4     | 4      | 12    |
| 3    | Dinamarca      | 4   | 3     | 1      | 8     |
| 4    | Rumania        | 4   | 0     | 2      | 6     |
| 5    | Alemania       | 3   | 4     | 3      | 10    |
| 6    | Rusia          | 3   | 3     | 0      | 6     |
| 7    | España         | 2   | 0     | 3      | 5     |
| 8    | Croacia        | 1   | 4     | 1      | 6     |
| 9    | Checoslovaquia | 1   | 2     | 2      | 5     |
| 10   | Yugoslavia     | 1   | 1     | 4      | 6     |
| 11   | Noruega        | 0   | 2     | 0      | 2     |
| 12   | Polonia        | 0   | 1     | 3      | 4     |
| 13   | Austria        | 0   | 1     | 0      | 1     |
| 13   | Catar          | 0   | 1     | 0      | 1     |
| 13   | Hungría        | 0   | 1     | 0      | 1     |
| 16   | Eslovenia      | 0   | 0     | 1      | 1     |
|      | TOTAL          | 29  | 29    | 29     | 87    |

1. ↑  Incluye las medallas obtenidas por la RFA y la RDA entre 1949 y 1990.
2. ↑  Incluye las medallas obtenidas por la URSS.
3. ↑  Incluye las medallas obtenidas por la RFS de Yugoslavia.